# Becky Chambers
Becky Chambers nascida Rebecca Marie Chambers (Califórnia, 3 de maio de 1985) é uma escritora norte-americana de ficção científica. 

## Biografia
Becky nasceu no sul da Califórnia, em 1985, tendo crescido nos subúrbios de Los Angeles. Seu pai trabalhava com engenharia aeroespacial e sua mãe é professora e palestrante da área de astrobiologia, dando aulas em escolas de ensino médio e trabalhando com consultoria em educação para o JPL e para o Instituto Médico Howard Hughes. Com influência científica em casa, Becky cogitou a possibilidade de ser cientista, mas percebeu que sentiria dificuldade em se especializar em algo.
Aos 18 anos Becky se mudou para São Francisco, onde estudou teatro na Universidade de São Francisco. Becky trabalhou com teatro por vários anos antes de se tornar escritora freelancer. Passou algum tempo na Escócia, na Islândia, até retornar à Califórnia, onde mora hoje com a esposa, a agente literária Berglaug Asmundardottir.

## Carreira
Becky autopublicou seu primeiro livro em 2014, A longa viagem a um pequeno planeta hostil, através de um financiamento coletivo pela plataforma Kickstarter. Com o sucesso obtido pela plataforma e com o público, o livro foi republicado pela editora Hodder & Stoughton, seguida pela sequência A Closed and Common Orbit, em 2016. Os livros acontecem em um universo ficcional da Comunidade Galáctica. Um terceiro livro, Os registros estelares de uma notável odisseia espacial, foi publicado em julho de 2018 e a série Wayfarer foi indicada ao Prêmio Hugo de Melhor Série de 2019.
Em agosto de 2019, foi publicada a novela To Be Taught, if Fortunate, um enredo conectado ao universo da série Wayfarer. Em julho de 2018, foi anunciado um contrato de dois novos livros de Becky com a Tor Books, o primeiro programado para ser lançado em 2021.

## Publicações

### Livros
- The Vela, co-escrito com Yoon Ha Lee, SL Huang, e Rivers Solomon.

Série Andarilha
- A longa viagem a um pequeno planeta hostil – indicado ao Arthur C. Clarke Award, publicado no Brasil pela DarkSide Books.
- A Closed and Common Orbit – indicado ao Prêmio Hugo de Melhor Romance de 2017, publicado no Brasil pela DarkSide Books.
- Os registros estelares de uma notável odisseia espacial – indicado ao Prêmio Hugo de Melhor Romance de 2019, publicado no Brasil pela DarkSide Books.
- To Be Taught, If Fortunate – novela no mesmo universo da série Wayfarer.
- The Galaxy, and the Ground Within (2021)

### Novelas
- To Be Taught, if Fortunate (2019)
- A Psalm for the Wild-Built (2021), publicado no Brasil com o título Salmo para um robô peregrino, pela editora Morro Branco, em 2022.[7]
- A Prayer for the Crown-Shy (2022)

### Contos
- “A Good Heretic” (a Wayfarers story), Infinite Stars: Dark Frontiers, 2019
- “Last Contact,” 2001: An Odyssey In Words, 2018
- “The Deckhand, The Nova Blade, and the Thrice-Sung Texts,” Cosmic Powers: The Saga Anthology of Far-Away Galaxies, 2017
- “Chrysalis,” Jurassic London’s Stocking Stuffer, 2014